# Бібліотека імені Павла Усенка для дітей та молоді
Районна бібліотека ім. П. Усенка для дітей Дніпровського району м. Києва.

## Характеристика
Площа приміщення бібліотеки — 509 м², бібліотечний фонд — 32 тис. примірників. Щорічно обслуговує близько 4 тис. користувачів, кількість відвідувань за рік — 30,500 тис., книговидач — 78,0 тис. примірників.

## Історія бібліотеки
Бібліотека ім. П.Усенка для дітей відкрилась в 1972 році. В 1976 році їй було присвоєно ім'я відомого українського поета Павла Усенка. У 2001 році у зв'язку з адміністративно-територіальною реформою столиці ввійшла до складу ЦБС Дніпровського району.
Культурне життя бібліотеки насичене різноманітними культурно-освітніми заходами, зустрічами, майстер - класами, акціями, конкурсами, літературно - мистецькими святами і т.п.  Організовує цікаві зустрічі з творчими людьми, тісно співпрацює з Спілкою письменників України, редакціями журналів " Барбі", " Яблунька", "Пізнайко", "Стіна", "Паросток","Малятко", "Колосвіт"; видавництвами:"Фонтан казок", "Старого Лева", "Стефан Недериці" Українським інститутом Національної пам'яті України, організацією воїнів ліквідаторів на ЧАЄС та інвалідів війни " Набат",музеєм Води, благодійною організацією "Право на Щастя", оздоровчим клубом"Ритм життя", Товариством Червоного Хреста України,  Академією здоров'я, музичними школами № 16 і 20. На базі районної бібліотеки ім. П.Усенка для діють: гурток народознавчого напрямку "Родинне коло", гурток дитячої творчості "Місто майстрів", еко-агенція "Чепурик і Компанія", клуб сімейного дозвілля "Країна мрій", літературно - мистецька вітальня "Сузір'я", театральна студія "Дивограй" . З 2022 року в бібліотеці існує розмовний клуб "Говоримо українською".
Бібліотека має прекрасні умови для задоволення потреб користувачів.
При бібліотеці працює бібліограф, який забезпечує довідково-бібліографічне, консультативне та інформаційне обслуговування користувачів бібліотеки.
До їх послуг створено систему каталогів та картотек:
-електронний каталог "MARK"
- Всеукраїнський каталог статей періодичних видань для дітей "КОРДБА"
-систематична картотека статей,
-систематичний каталог для учнів 3-6кл., 7-9кл.,
-алфавітний каталог,
-тематичні картотеки і тематичні добірки з питань географії, екології, краєзнавства, історії, літературознавства та інші.
Бібліотека надає кожному користувачеві можливість вільного (безоплатного) доступу до мережі Інтернет  та безкоштовного Wi-Fi.